# Фульда, Сильвия
Сильвия Фульда (рум. Silvia Fulda; 5 июля 1923, Бухарест — 1973) — румынская актриса
 театра, кино, телевидения, радио, мастер озвучивания. Заслуженная артистка СРР (1965).

## Биография
В 1948 году окончила бухарестский институт театрального и киноискусства им. Караджале.
Дебютировала в кино в 1963 году, сыграв первую роль в фильме «Улыбка в разгаре лета» режиссёра Джо Сайзеску, где сыграла мать главного героя. Снялась в около 10 кино- и телефильмов. Была одной из ведущих актрис Национального театра. В 1958 году спектакль театра «Ревизор» по пьесе Гоголя (режиссёр Сикэ Василе Александреску) был отмечен в советской прессе. Игру Сильвии Фульды отметила «Советская культура», а «Запорожская правда» писала: «Актрисы Сильвия Фульда (Анна Андреевна) и Евгения Поповичи (Марья Антоновна) нашли подлинное сценическое решение. Мать и дочь как бы дополняют друг друга. Обе исполнительницы особенно хороши в последнем акте, когда мечты о светской петербургской жизни вдруг разбиваются о суровую реальность».
Актриса умерла в 1973 году и была кремирована.

## Избранная фильмография
- Улыбка в разгаре лета (1963)
- В четырёх шагах от бесконечности (1964)[7]
- Титаник-вальс (1965)[8]
- Род Шоймаров (1965)
- Племя теней (1965)
- Утро благоразумного человека (1967)
- Под созвездием Девы (1967)
- Небо начинается на третьем этаже (1967)

## Критика
А. Л. Штейн на страницах газеты «Советская культура» отметил, что обе женские роли румынской постановки спектакля «Ревизор» неверно трактованы и неудачно сыграны. В частности, по его мнению, Сильвия Фульда напрасно воплотила Анну Андреевну как светскую аристократическую даму вместо глупенькой и жеманной провинциальной мещанки.
Рецензенты, анализируя постановку горьковской пьесы «На дне», отмечали, что 

Василиса Карповна в исполнении Сильвии Фульды, господствуя над жильцами, под маской безмятежности живёт своей напряжённой судьбой.Оригинальный текст (рум.)Vasilisa Karpovna a d-nei Silvia Fulda, stăpînindu-şi locatarii, sub masca placidității, își trăieşte destinul intens— 